# Karagodu, Alur
Karagodu là một làng thuộc tehsil Alur, huyện Hassan, bang Karnataka, Ấn Độ.